# Browary Lubelskie
 (avril 2021).
Si vous disposez d'ouvrages ou d'articles de référence ou si vous connaissez des sites web de qualité traitant du thème abordé ici, merci de compléter l'article en donnant les références utiles à sa vérifiabilité et en les liant à la section « Notes et références ».
Browary Lubelskie est une compagnie brassicole polonaise située dans la voïvodie de Lublin
Deux brasseries (une à Lublin et une à Zwierzyniec) créent en 1846 la bière Perła - Browary Lubelskie (Perle - Brasserie de Lublin). Elle est disponible à l'international au Royaume-Uni, aux USA, en Allemagne et en Australie.
La Perla (une bière de type Pils avec 5 % d'alcool) a été récompensée de la médaille de bronze aux International Beer Challenge BC 2010 Awards au Royaume-Uni. 

## Marque de bières
- Perła Chmielowa (marque principale)
- Perła Niepasteryzowana
- Perła Export
- Perła Mocna
- Zwierzyniec
- Goolman
- Goolman Strong
- Goolman Gold
- Carmèll